# Przedstawiciele dyplomatyczni Prus w Polsce
Przedstawiciele dyplomatyczni Prus w Polsce – z chwilą, gdy Polska osłabła po śmierci Augusta II (1733) pruscy posłowie i rezydenci w Warszawie zaczęli przejawiając coraz większą aktywność, często współpracując z ambasadorami rosyjskimi, a czasem spiskując przeciw nim. O ile wszystkie inne poselstwa nie miały stałego budynku reprezentacyjnego w Warszawie, to Prusacy dysponowali tzw. „Pałacem Brandenburskim” przy ulicy Bielańskiej.

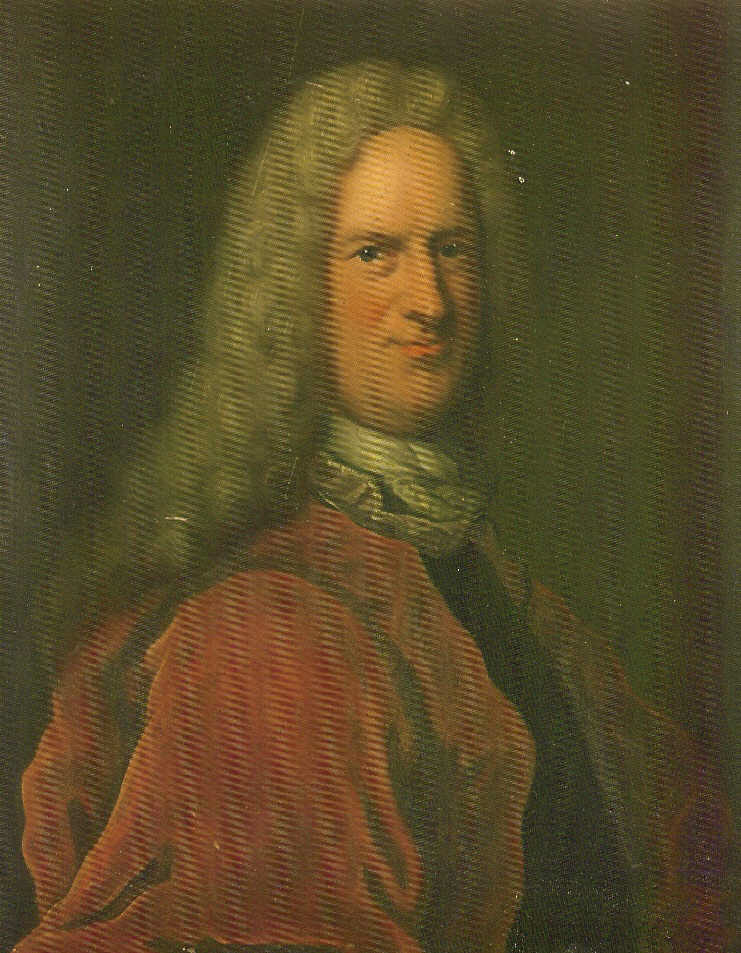
Johann Friedrich von Alvensleben
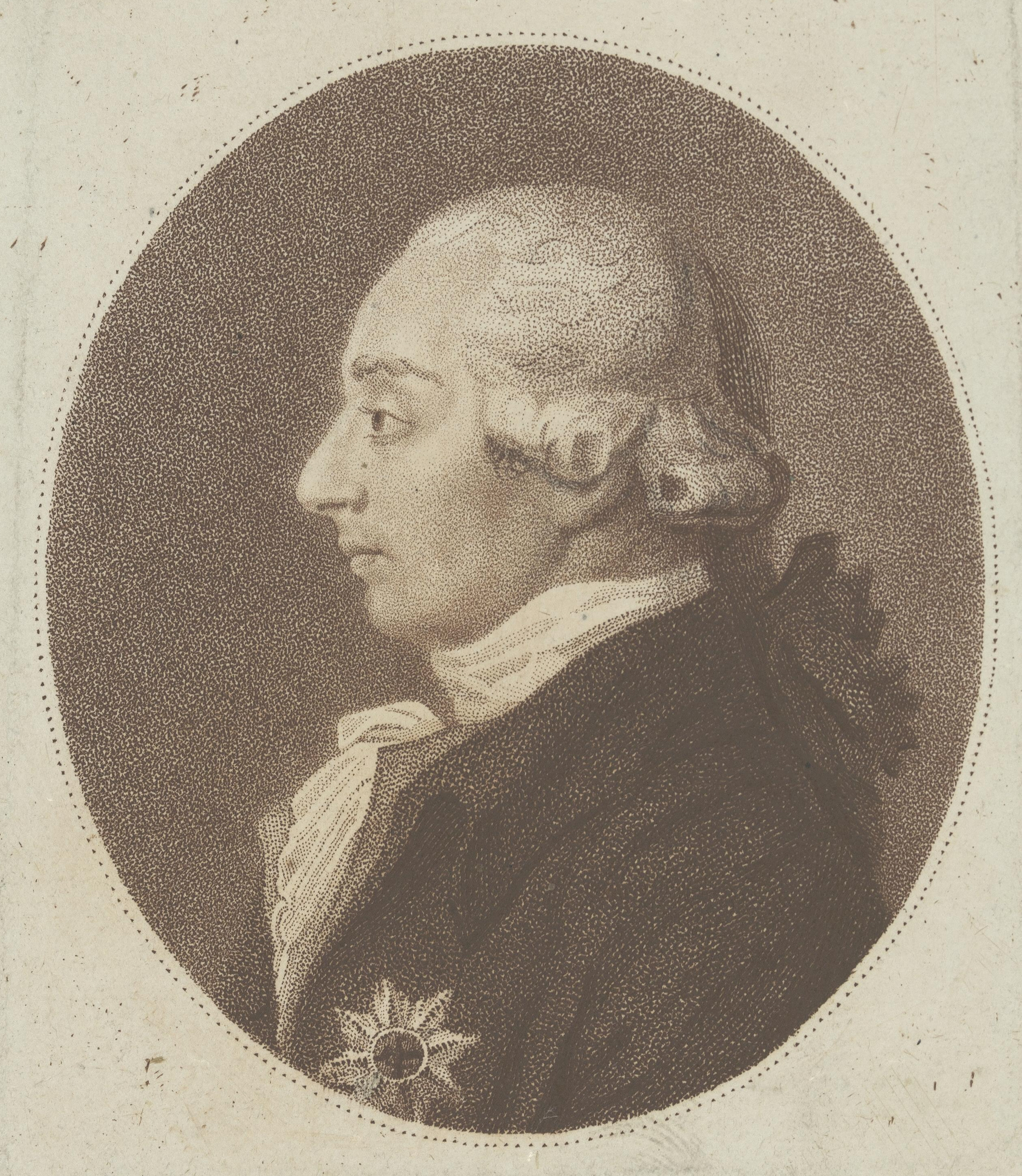
Girolamo Lucchesini

## Lista pruskich posłów w Polsce
- 1665-1682 – Johann von Hoverbeck
- 1703–1704 – Johann Friedrich von Alvensleben
- Gottfried Werner
- 1704–1717 – Georg Friedrich Lölhöffel
- do 1745 – Johann Wallenrodt (poseł)
- 1740?-1745 – Karl Friedrich Hoffmann (rezydent)
- 1763–1776 – Gédéon Benoît
- 1764 – Johann Carl Friedrich zu Schönaich-Carolath
- 1765 – Wilhelm Bernhard von der Goltz (poseł nadzwyczajny, wyjazd w sprawach zatargu celnego)
- 1776–1779 – Friedrich Blanchot
- 1779–1780 – von Axt
- 1780–1789 – Ludwig Heinrich Buchholtz
- 1789–1790 – Girolamo Lucchesini
- 1790–1791 – August Fryderyk Ferdynand von der Goltz
- 1790–1792 – Girolamo Lucchesini
- 1792–1794 – Ludwig Heinrich Buchholtz (II raz)